# 多穩態知覺

曖昧圖形的例子，從上到下分別是奈克方塊、Schroeder階梯以及一個可以解釋成黑色箭頭或是白色箭頭的圖示

多穩態知覺是一種視知覺現象。多穩態知覺常被描述為在觀看一圖形時，會主觀性的觀察到圖形無法預期的自發性改變，並且這改變會接續不斷發生。

## 分類
當一個圖形對人類的視覺系統來說，是具有歧義性時，就會引發多穩態知覺的現象。如一些知名的例子如奈克方塊、运动推断结构、单眼竞争和雙眼競爭。但更為人所知的是曖昧圖形。因為這些圖形通常會在兩種知覺狀態之間相互交換，所以又稱為雙穩態知覺。.

## 特性
從一個知覺狀態轉換到另一個稱為知覺反轉（perceptual reversals）。雖然知覺反轉常是自發且隨機的，但仍不能排除意志控制的影響（有些知覺反轉的控制是可以學習的）。在躁鬱症患者身上發現其知覺反轉的頻率較低。 .

## 文化歷史
人類對於多穩態知覺的興趣可以追溯到中世紀之前，並且也是藝術作品常見的素材。如荷蘭的平版藝術畫家毛瑞特斯·柯奈利斯·艾雪（他強烈受到數學物理學家羅傑·潘洛斯的影響）。

## 真實世界的實例
月亮或其他星球表面的火山口照片就可以造成這樣的現象。在立體的視覺下（如雙眼視覺），看起來是低窪的結構。但是在單眼視覺時深度知覺會被消除，並且會讓火山口看起來像是高原的結構，這就是由多穩態知覺造成。有時在室內轉動照片的方向讓其光源和室內光源相符時，也會造成多穩態知覺。